# Anthony Anderson
Anthony Alexandre Anderson (født 15 August 1970 i Los Angeles, Californien, USA) er en amerikansk skuspiller og komiker. Han er mest kendt for sin små-roller i forskellige film. En af hans mest kendte biroller er nok hans optræden som Glen Whitmann i Transformers. Han har også haft hovedroller i film som Kænguru Jack

## Trivia
- Bor i Los Angeles og er gift med sin college-kæreste Alvina Stewart.
- De har været gift siden 1995 og har 2 børn
- Han er 178 cm høj (5' 10")
- Han har 3 biroller i film hvor han optræder sammen med rapperen DMX: Romeo Must Die (2000), Exit Wounds (2001) & Cradle 2 The Grave (2003)
- Har brugt  sætningen "Don't Drop The Soap" i 2 forskellige film, Barbershop (2002) & King's Ransom (2005)
- Har familie i Chicago
- Blev student fra Hollywood High School kunstskole
- Voksede op i Compton, Californien
- Deltog i den Domikanske Internationale Film Festival i 2006 i Santo Domingo
- Hans favorit NFL fodboldspiller er Reggie Bush, som spiller i New Orleans Saints

## Filmografi
Film:
- Life (1999)
- Romeo Must Die (2000)
- Big Momma's House (2000)
- Jeg, mig & Irene (2000)
- Urban Legends: Final Cut (2000)
- Kingdom Come (2001)
- See Spot Run (2001)
- Exit Wounds (2001)
- Two Can Play That Game (2001)
- Barbershop (2002)
- Kangaroo Jack (2003)
- Cradle 2 the Grave (2003)
- Malibu's Most Wanted (2003)
- Scary Movie 3 (2003)
- My Baby's Daddy (2004)
- Agent Cody Banks 2: Destination London (2004)
- Hustle & Flow (2005)
- Scary Movie 4 (2006)
- The Last Stand (2006)
- The Departed (2006)
- Transformers (2007)

Kommende film:
- The Back-Up Plan (2010)
- Mama Black Widow (2011)
- Scream 4 (2011)

Gæsteoptrædener i serier:
- In the House (1995-1996) – 2 episoder
- Malcolm & Eddie (1996) – 1 episode
- NYPD Blue (1998) – 1 episode
- Ally McBeal (2000) – 2 episoder
- My Wife and Kids (2001) – 2 episoder
- All About the Andersons (2003-2004) – 5 episoder
- Veronica Mars (2005) – 1 episode
- Campus Ladies (2006) – 2 episoder
- The Bernie Mac Show (2005-2006) – 4 episoder
- Law & Order: Special Victims Unit (2006) – 1 episode
- Til Death (2006-2007) – 6 episoder
- The Shield (2005-2007) – 15 episoder
- K-Ville (2007) – 11 episoder
- Law & Ordrer (2008-present)